# Chalepoxenus tramieri
Chalepoxenus tramieri là một loài kiến thuộc họ Formicidae. Đây là loài đặc hữu của Maroc.